# 리 루카스
리 폴 루카스(Lee Paul Lucas, 1992년 6월 10일 ~ )는 웨일스의 축구 선수이다. 현재 프리미어리그의 스완지 시티와 웨일스 축구 국가대표팀에서 미드필더로 뛰고 있다.